# Réformisme
 (novembre 2008).
Si vous disposez d'ouvrages ou d'articles de référence ou si vous connaissez des sites web de qualité traitant du thème abordé ici, merci de compléter l'article en donnant les références utiles à sa vérifiabilité et en les liant à la section « Notes et références ».
Le réformisme désigne un ensemble de doctrines politiques visant à améliorer les structures économiques et sociales existantes  par des modifications progressives des lois plutôt que par une révolution ou un schisme.

## Le réformisme politique
Le socialisme réformiste a été défini par Eduard Bernstein (1850-1932) qui considérait que l'abolition du capitalisme et l'instauration du socialisme se feraient non par la révolution mais par une série de réformes.
En 1959, le Parti social-démocrate d'Allemagne (SPD) assume sa ligne « réformiste » en rompant avec le marxisme lors de son congrès de Bad Godesberg. [Quand ?]Au XXIe siècle, la plupart de ceux qui se réclament du réformisme visent à la prise du pouvoir pacifique et démocratique par la gauche et comptent sur la loi pour porter une transformation sociale dans le cadre du capitalisme. Ils peuvent néanmoins encore se réclamer de la visée originale du réformisme qui était le dépassement du capitalisme dans le cadre des élections démocratiques.
En France, le réformisme a commencé à être théorisé par Jean Jaurès, puis par Léon Blum, bien que ces deux socialistes se disaient dans le même temps révolutionnaire et réformiste, voire « réformiste-révolutionnaire » pour Jean Jaurès. Ces deux membres de la SFIO se disaient alors révolutionnaires et anticapitalistes. Léon Blum différencie en 1936 « exercice du pouvoir » (à la suite d'une victoire électorale), et « conquête du pouvoir » (pouvant mener au socialisme).
Au Canada, on appelle « réformistes » le groupe d'intellectuels canadiens-français qui, à la suite de l'échec des rébellions de 1837-1838 et de la réaction autoritaire du gouvernement britannique, a cherché à continuer de faire valoir les intérêts des Canadiens français et à faire évoluer leur société par des moyens strictement politiques et pacifiques (Louis-Hippolyte La Fontaine, George-Étienne Cartier).

### Position de Léon Blum
(août 2023).

« Un système socialiste se juge avant tout à sa conception révolutionnaire, qui est l’essence même du socialisme. (…) Je proteste contre l’idée que le débat sur l’adhésion à la IIIe Internationale oppose révolution et réformisme : c’est faux. Il oppose deux conceptions révolutionnaires, fondamentalement différentes. Le socialisme réformiste – ou plutôt révisionniste – a disparu depuis le congrès d’Amsterdam et le pacte d’unité. Notre socialisme, tel que défini dans nos statuts et notre carte, est un socialisme révolutionnaire. Je ne connais qu’un socialisme : celui qui vise une transformation totale du régime de la propriété. Cette révolution n’est pas le fruit de réformes progressives, mais exige, au moment crucial, une rupture nette et absolue. »

— Léon Blum